# Топозеро
То̀по̀зеро (Топ-езеро) е езеро в Европейската част на Русия, Република Карелия. С площ от 986 km² е 4-то по-големина езеро (след Ладожкото, Онежкото езеро и Вигозеро) в Република Карелия и 12-о по големина в Русия.

## Географска характеристика

### Географски показатели
Топозеро е разположено в крайната северозападна част на Източноевропейската равнина, в северната част на Република Карелия, на 110 m н.в. То е най-горният водоем в речната система на река Ковда (Софянга), вливаща се в Бяло море и най-горният участък на Кумското водохранилище.
Котловината на езерото е с ледниково-тектонски произход. Топозеро има удължена форма от северозапад на югоизток с дължина 75 km и ширина 30 km. Има силно изрязана брегова линия (заливи: Ламбашгуба, Чуолмагуба, Шуулакши, Колдалакши, Куоралакши, Кестегски залив и др.). В езерото има 144 острова с обща площ от 63 km2, разположени основно покрай югозападния му бряг. По-големи от тях са: Хилой, Тараскин, Кукат, Нуому, Ахвеншуари и др. Площта на водното огледало е 986 km2, а с островите – 1049 km2. В езерото се разграничават две различни морфоложки части: северна – широка и най-дълбока и югоизточна, дълга и тясна с дълбочина до 42 m. Релефът на дъното е пресечен, но на места се срещат и обширни равни участъци. Бреговете му са ниски, каменисти, покрити с иглолистни и широколистни гори. Срещат се също скалисти и ниски заблатени брегови участъци.
Топозеро е сравнително дълбоко езеро: средната му дълбочина е 15,2 m, а максималната 56 m, разположена в северната му част. Около 22% от площта на езерото е с дълбочини от 0 до 5 m, 14% – от 5 до 10 m, 35,5% – от 10 до 20 m, 17,5% – от 20 до 30 m и около 11% – под 30 m.

### Водосборен басейн
Водосборният басейн на Топозеро е малък – 3570 km2, като речната му система е слабо развита. В езерото се вливат 28 реки, най-големи от които са Кизрека и Валазрека, вливащи се от югозапад в северозападната му част. Оттокът на езерото се осъществява на северозапад чрез река Ковда (Софянга) в езерото Пяезеро. След изграждането на преградната стена на Кумското водохранилище при изтичането на река Ковда от Пяезеро нивото на Топозеро се повишава и то започва да се оттича и на югоизток към река Понгома, вливаща се в Бяло море. Водообменът в езерото е силно забавен, а подхранването му е предимно със снежни води. Ежегодно в него постъпват 3,63 km3 речни води и 1,18 km3 дъждовни води, а се оттичат и изпаряват съответно 4,2 km3 и 0,61 km3. Най-високо ниво на водата се наблюдава през юни, а най-ниско – през април, със средногодишно колебание от 0,35 – 0,4 m до 0,75 m.

### Хидроложки показатели
Северната широка и дълбока част на езерото замръзва в края на октомври или началото на ноември, а се размразява през втората половина на май или началото на юни. През лятото температурата на водата на повърхността в откритите части на езерото достига до 16 – 18 °C, а на дълбочина под 30 m – 5 – 6 °C. В края на лятото в заливите температурата се покачва до 18 – 20 °C. В югоизточната тясна и по-плитка част на езерото водата се нагрява повече отколкото в северната и заледяването се установява през втората половина на ноември, а понякога и в началото на декември. Около 75% от дъното е покрито със сиво-зелена или кафява тиня, а на по-високите места по дъното – каменисто-пясъчни отложения. Прозрачността на водата се изменя от 6 до 8 m в северната част (цветът на водата тук е жълто-зелен) до 5,3 – 6,1 m в югоизточните части (тук цветът на водата е светложълт).

## Стопанско значение, населени места
На брега на езерото има само две малки села Софпорог (при изтичането на река Ковда) и Кестенга, разположени на северозападното крайбрежие на Топозеро. През двете села преминава жп линията Лоухи – Пяозерски и шосе. От 1948 до средата на 1960-те години на езерото е функционирало пасажерско корабоплаване. Езерото е известно с платноходните и каякарските си маршрути и е популярно сред туристите и риболовците.

## Топографски карти
- Лист от карта Q-36-XIX, XX.
- Лист от карта Q-36-XXI, XXII.